# Brykałansk
Brykałansk (ros. Брыкаланск) – wieś (sieło) w Rosji, w Republice Komi, w rejonie iżemskim. W 2010 liczyła 585 mieszkańców.